# Saint-Nicolas-des-Biefs
Pour les articles homonymes, voir Saint-Nicolas et Bief (homonymie).
Saint-Nicolas-des-Biefs est une commune française, située dans le département de l'Allier en région Auvergne-Rhône-Alpes.
C'est la commune la plus haute du département située à 930 mètres d'altitude, remarquable par ses tourbières basses et bombées sur le plateau de la Verrerie. La commune abrite un musée du verrier.
Ses habitants, au nombre de 153 au recensement de 2022, sont appelés les Saint-Nicolavois et les Saint-Nicolavoises.

## Géographie

### Localisation
Commune du sud-est du département de l'Allier, Saint-Nicolas-des-Biefs s'étire sur plus de 20 km du nord au sud sur la ligne de crête séparant les départements de l'Allier et de la Loire.
Distante de 45 km de Vichy et de 30 km de Roanne, Saint-Nicolas-des-Biefs bénéficie de panoramas extraordinaires : superbe vue sur le Mont Blanc et la plaine roannaise depuis le plateau de la Verrerie, vue sur les monts d'Auvergne et le puy de Dôme depuis de très nombreux endroits, vue sur les Bois Noirs et le puy de Montoncel.
L'enneigement hivernal autorise la pratique du ski nordique et de diverses autres activités liées à la neige : luge, raquettes, chiens de traîneau, etc.
Les communes limitrophes sont Arfeuilles, La Chabanne, Châtel-Montagne, Laprugne, Saint-Clément, Les Noës, Saint-Bonnet-des-Quarts et Saint-Rirand.
| Châtel-Montagne | Arfeuilles              | Saint-Bonnet-des-Quarts (Loire)       |
| Saint-Clément   | Saint-Nicolas-des-Biefs | Saint-Rirand (Loire) Les Noës (Loire) |
| La Chabanne     | Laprugne                | Arcon (Loire, quadripoint)            |

### Géologie et relief
Aux confins du Bourbonnais et du Forez, et à la porte de l'Auvergne, cette commune de 2 900 ha est située au cœur des Monts de la Madeleine, à une altitude moyenne de 930 m. Elle porte sur son territoire le sommet supérieur à 1 000 m le plus proche de Paris (La Pierre Charbonnière).
Le plateau de La Verrerie possède une immense tourbière dont la faune et la flore sont particulièrement riches. Cette zone, classée Natura 2000, dispose de très nombreux sentiers de promenade au cœur d'un environnement exceptionnel et préservé.

### Climat
Pour des articles plus généraux, voir Climat d'Auvergne-Rhône-Alpes et Climat de l'Allier.
En 2010, le climat de la commune est de type climat de montagne, selon une étude du CNRS s'appuyant sur une série de données couvrant la période 1971-2000. En 2020, Météo-France publie une typologie des climats de la France métropolitaine dans laquelle la commune est exposée à un climat de montagne ou de marges de montagne et est dans une zone de transition entre les régions climatiques « Centre et contreforts nord du Massif Central » et « Nord-est du Massif Central ».
Pour la période 1971-2000, la température annuelle moyenne est de 9 °C, avec une amplitude thermique annuelle de 15,9 °C. Le cumul annuel moyen de précipitations est de 1 205 mm, avec 12,4 jours de précipitations en janvier et 7,9 jours en juillet. Pour la période 1991-2020, la température moyenne annuelle observée sur la station météorologique installée sur la commune est de 8,2 °C et le cumul annuel moyen de précipitations est de 1 387,2 mm,. Pour l'avenir, les paramètres climatiques de la commune estimés pour 2050 selon différents scénarios d'émission de gaz à effet de serre sont consultables sur un site dédié publié par Météo-France en novembre 2022.
| Mois                                  | jan.             | fév.            | mars           | avril           | mai           | juin          | jui.          | août         | sep.          | oct.          | nov.             | déc.           | année      |
| ------------------------------------- | ---------------- | --------------- | -------------- | --------------- | ------------- | ------------- | ------------- | ------------ | ------------- | ------------- | ---------------- | -------------- | ---------- |
| Température minimale moyenne (°C)     | −1,5             | −1,6            | 0,7            | 3,1             | 6,7           | 10,1          | 12,1          | 12,4         | 9,1           | 6,2           | 1,8              | −0,6           | 4,9        |
| Température moyenne (°C)              | 1                | 1,1             | 3,9            | 6,8             | 10,6          | 14,2          | 16,3          | 16,5         | 12,6          | 9,3           | 4,4              | 1,8            | 8,2        |
| Température maximale moyenne (°C)     | 3,5              | 3,8             | 7,2            | 10,5            | 14,5          | 18,2          | 20,5          | 20,6         | 16,2          | 12,3          | 7                | 4,3            | 11,6       |
| Record de froid (°C) date du record   | −14,8 03.01.1993 | −17,4 07.02.12  | −15,9 01.03.05 | −7,8 03.04.1996 | −3,3 01.05.16 | 0,9 02.06.06  | 4,5 12.07.00  | 4 28.08.1998 | 0,4 26.09.20  | −6,9 25.10.03 | −12,4 22.11.1998 | −15,2 14.12.01 | −17,4 2012 |
| Record de chaleur (°C) date du record | 18,5 30.01.02    | 20,3 20.02.1998 | 22,5 24.03.01  | 24,4 30.04.05   | 28 27.05.05   | 33,5 27.06.19 | 33,4 19.07.22 | 34 24.08.23  | 28,9 14.09.20 | 26,6 02.10.23 | 21,3 08.11.15    | 16,5 31.12.21  | 34 2023    |
| Ensoleillement (h)                    | 757              | 995             | 1 478          | 1 766           | 1 853         | 2 222         | 2 547         | 2 207        | 1 731         | 1 334         | 814              | 689            | 18 393     |
| Précipitations (mm)                   | 110,9            | 93              | 90,8           | 109,1           | 137,1         | 114,7         | 126,3         | 109,6        | 116,6         | 123,5         | 137,4            | 118,2          | 1 387,2    |

## Urbanisme

### Typologie
Au 1er janvier 2024, Saint-Nicolas-des-Biefs est catégorisée commune rurale à habitat très dispersé, selon la nouvelle grille communale de densité à 7 niveaux définie par l'Insee en 2022.
Elle est située hors unité urbaine et hors attraction des villes,.

### Occupation des sols

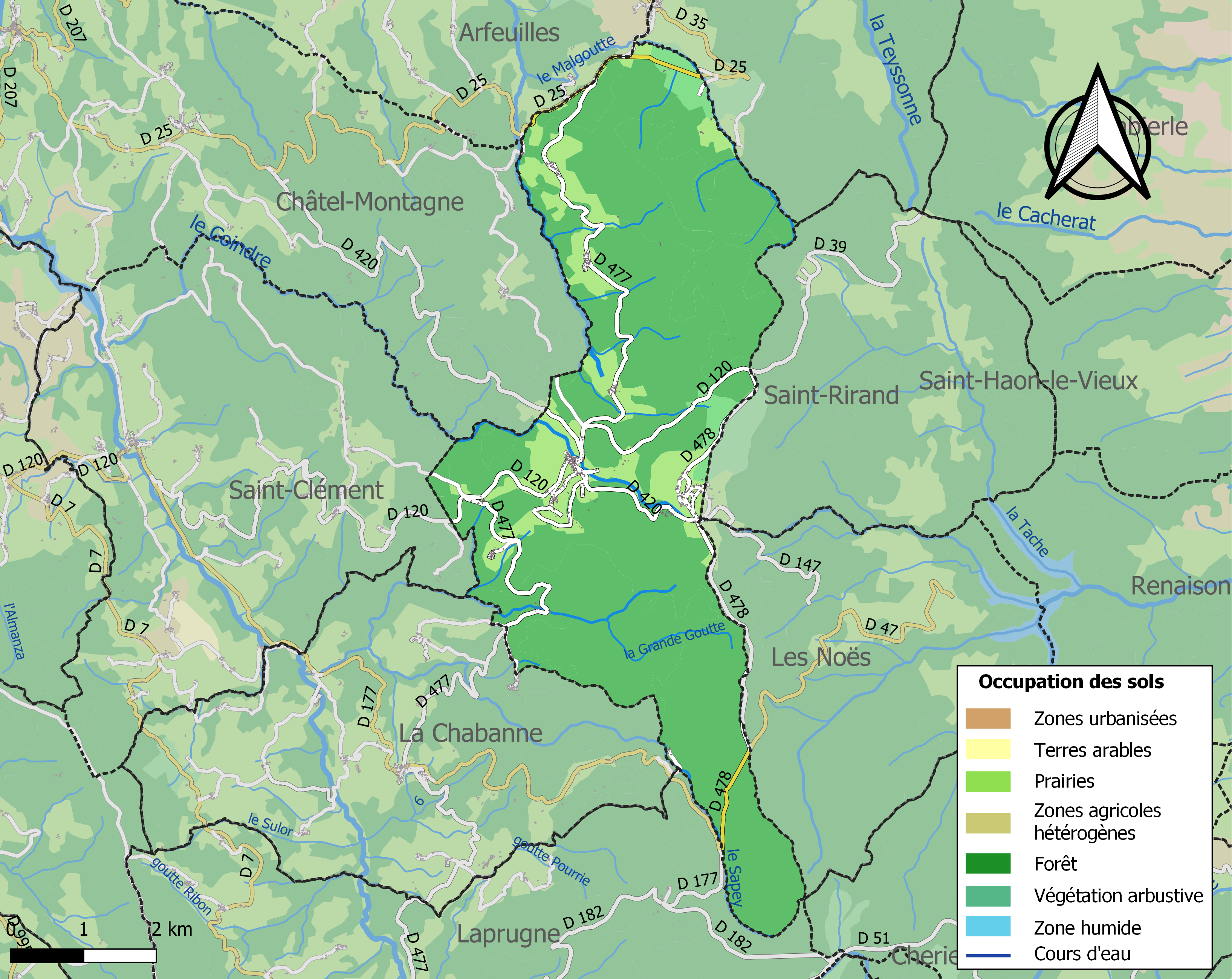
Carte des infrastructures et de l'occupation des sols de la commune en 2018 (CLC).

L'occupation des sols de la commune, telle qu'elle ressort de la base de données européenne d’occupation biophysique des sols Corine Land Cover (CLC), est marquée par l'importance des forêts et milieux semi-naturels (86,2 % en 2018), une proportion sensiblement équivalente à celle de 1990 (86 %). La répartition détaillée en 2018 est la suivante : forêts (83,7 %), prairies (13,8 %), milieux à végétation arbustive et/ou herbacée (2,5 %).
L'IGN met par ailleurs à disposition un outil en ligne permettant de comparer l’évolution dans le temps de l’occupation des sols de la commune (ou de territoires à des échelles différentes). Plusieurs époques sont accessibles sous forme de cartes ou photos aériennes : la carte de Cassini (XVIIIe siècle), la carte d'état-major (1820-1866) et la période actuelle (1950 à aujourd'hui).

### Planification de l'aménagement
L'ancienne communauté de communes de la Montagne bourbonnaise, dont Saint-Nicolas-des-Biefs était membre, avait prescrit l'élaboration d'un plan local d'urbanisme intercommunal (PLUi) en 2014. À la suite de la fusion de la communauté de communes avec la communauté d'agglomération de Vichy Val d'Allier le 1er janvier 2017, c'est Vichy Communauté qui poursuit les procédures de l'élaboration de ce document, approuvé en conseil communautaire le 31 mars 2022 et exécutoire depuis le 13 mai 2022.

### Voies de communication et transports

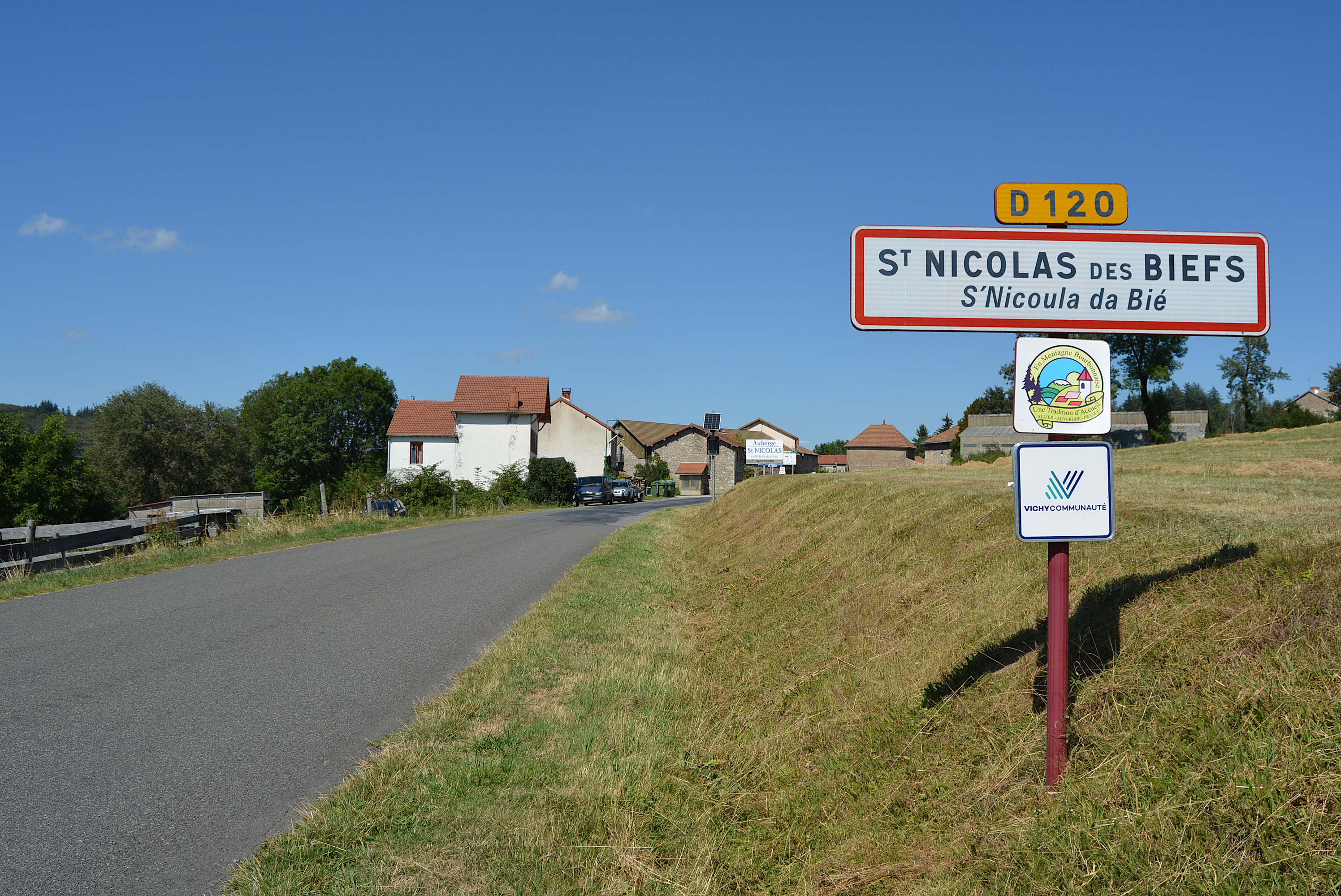
Entrée par la route départementale 120, depuis Le Mayet-de-Montagne.

Les routes départementales 120, 420, 477 et 478 traversent la commune.

## Toponymie
Sent Nicolâ das Bis en francoprovençal. L'arpitan est la langue traditionnelle dans cette commune de l'Est de la Montagne bourbonnaise.

## Histoire
L'origine de la commune semble remonter au XIe siècle, lorsqu'un oratoire dédié à saint Nicolas fut édifié par Nicolas d'Albiez sur le plateau de Muzy, à plus de 1 000 m d'altitude. Bien que le lieu fût particulièrement rude et pauvre, la population se fixa peu à peu autour de cet édifice qui évolua en chapelle et c'est au cours du XIIIe siècle que fut créée la paroisse.
En 1662 des verriers originaires de Lorraine vinrent s'y installer. Ils trouvèrent ici en Montagne bourbonnaise le sable, l'eau et la fougère (la cendre de fougère fournit le sel de potassium qui entre dans la composition du verre) indispensables à la fabrication du verre ; l'argile nécessaire à la construction des fours y était également présente. Pendant 120 ans, ils s'adonnèrent à leur art, aidés par une importante main-d'œuvre locale et vénitienne. La gobelèterie produite en grande quantité était vendue à des colporteurs qui parcouraient la campagne afin d'écouler leur marchandise. Cette tradition verrière est présentée au musée du Verrier, où est reconstitué un four de taille identique à ceux utilisés au XVIIe siècle ; des pièces archéologiques, un musée du verre et des vidéos offrent aux visiteurs l'occasion de retrouver cette histoire locale ainsi que des informations relatives à la fabrication du verre en Montagne bourbonnaise. Dans les années 1930 de nombreux sites verriers furent découverts et fouillés par un médecin vichyssois, le docteur Léon Chabrol. Au cours des années 1990, Pierre-Yves Blettery décida de créer un musée retraçant cette histoire. Actuellement quelques bénévoles animent cet intéressant musée ouvert en juillet et août les après-midi, et le reste de l'année sur rendez-vous.
Si la fabrique du verre se fit toujours autour du village historique situé sur le plateau de Muzy, la rudesse du climat du lieu fit que très vite les maitres-verriers fixèrent leurs habitations un peu plus bas, à environ 2 km, en un endroit beaucoup moins rude et plus abrité des vents. Peu à peu une partie de la population fit de même et une nouvelle église fut édifiée dans ce qui allait devenir l'actuel bourg de la commune.
C'est Cassini, le célèbre géographe de Louis XV, qui fixa le nom de la paroisse : Saint-Nicolas-des-Biefs. Un bief étant une dérivation artificielle d'un cours d'eau, ce n'est pas là qu'il faut aller chercher l'origine du nom. Sans doute, n'est-il en fait que la transcription en français de Saint Nicolas d'Albiez prononcé en patois local.
Son isolement relatif et ses accès particulièrement difficiles à l'époque firent que, lors de la Révolution française, Saint-Nicolas fut la seule commune du département de l'Allier dont le nom était celui d'un saint à ne pas en changer. Elle fut d'ailleurs un refuge pour de nombreux prêtres réfractaires de la région qui purent y exercer leur ministère avec le soutien de toute la population durant les années de la Terreur et de la Convention.
La promulgation et l'application de la loi de séparation de l'Église et de l'État au début du XXe siècle furent la cause de quelques scènes dignes de la filmographie d'un Don Camillo.
Comme beaucoup de communes rurales, Saint-Nicolas-des-Biefs a payé un tribut particulièrement lourd lors de la Première Guerre mondiale : 55 hommes, soit près de 11 % de la population masculine totale mais dans la tranche d'âge de 18 à 40 ans, sont morts au front, sans compter tous ceux qui revinrent gravement blessés, amputés ou handicapés à vie.
Les 1 050 habitants de 1910 n'étaient plus que 800 en 1930, et 350 en 1965. L'exode rural a envoyé, en deux vagues principales (1920 / 1935 et 1955 / 1970), principalement vers les agglomérations de Roanne et de Vichy, une main-d'œuvre abondante et peu qualifiée, mais courageuse, fiable et dure à la tâche.
Les descendants de ces émigrés de proximité ont gardé un attachement très fort au pays et y ont conservé et entretenu les maisons de famille. Saint-Nicolas-des-Biefs se trouve être, de ce fait, la commune de la région Auvergne qui compte le plus de résidences secondaires pour une résidence principale (en 2011, 56 % pour 26,5 %). C'est pourquoi, en période estivale, sa population est facilement multipliée par trois ou quatre.

## Politique et administration

### Découpage territorial
Saint-Nicolas-des-Biefs appartenait au canton du Mayet-de-Montagne de 1801 à 2015. À la suite du redécoupage des cantons du département, la commune est rattachée au canton de Lapalisse.

### Liste des maires
| Période                                  | Période                      | Identité             | Étiquette | Qualité                                                                                    |
| ---------------------------------------- | ---------------------------- | -------------------- | --------- | ------------------------------------------------------------------------------------------ |
| Les données manquantes sont à compléter. |                              |                      |           |                                                                                            |
| mars 1995                                | mars 2008                    | Jean-Michel Blettery | SE        | Agrégé de l'Université. Proviseur de lycée                                                 |
| mars 2008                                | En cours (au 8 juillet 2020) | Jacques Blettery     | DVD       | Cadre supérieur Président de l'ancienne communauté de communes de la Montagne bourbonnaise |

## Équipements et services publics

### Enseignement
Saint-Nicolas-des-Biefs dépend de l'académie de Clermont-Ferrand. Il n'existe aucune école.
Hors dérogations à la carte scolaire, les collégiens se rendent au Mayet-de-Montagne et les lycéens à Cusset, au lycée Albert-Londres.

## Population et société

### Démographie
Les habitants de la commune sont appelés les Saint-Nicolavois et les Saint-Nicolavoises.
L'évolution du nombre d'habitants est connue à travers les recensements de la population effectués dans la commune depuis 1793. Pour les communes de moins de 10 000 habitants, une enquête de recensement portant sur toute la population est réalisée tous les cinq ans, les populations de référence des années intermédiaires étant quant à elles estimées par interpolation ou extrapolation. Pour la commune, le premier recensement exhaustif entrant dans le cadre du nouveau dispositif a été réalisé en 2008.

En 2022, la commune comptait 153 habitants, en évolution de −12,57 % par rapport à 2016 (Allier : −1,38 %, France hors Mayotte : +2,11 %).
| 1793  | 1800  | 1806 | 1821  | 1831  | 1836  | 1841  | 1846  | 1851  |
| ----- | ----- | ---- | ----- | ----- | ----- | ----- | ----- | ----- |
| 1 063 | 1 148 | 837  | 1 139 | 1 222 | 1 106 | 1 424 | 1 406 | 1 050 |

| 1856  | 1861 | 1866  | 1872 | 1876  | 1881  | 1886  | 1891  | 1896  |
| ----- | ---- | ----- | ---- | ----- | ----- | ----- | ----- | ----- |
| 1 014 | 974  | 1 000 | 990  | 1 073 | 1 050 | 1 056 | 1 036 | 1 002 |

| 1901  | 1906 | 1911 | 1921 | 1926 | 1931 | 1936 | 1946 | 1954 |
| ----- | ---- | ---- | ---- | ---- | ---- | ---- | ---- | ---- |
| 1 001 | 988  | 992  | 901  | 837  | 764  | 717  | 650  | 501  |

| 1962 | 1968 | 1975 | 1982 | 1990 | 1999 | 2006 | 2008 | 2013 |
| ---- | ---- | ---- | ---- | ---- | ---- | ---- | ---- | ---- |
| 405  | 333  | 226  | 168  | 145  | 160  | 176  | 181  | 176  |

| 2018 | 2022 | - | - | - | - | - | - | - |
| ---- | ---- | - | - | - | - | - | - | - |
| 168  | 153  | - | - | - | - | - | - | - |

### Manifestations culturelles et festivités
Saint-Nicolas-des-Biefs participe régulièrement aux Grands Jeux de la Montagne bourbonnaise, événement créé en 1966 et inspiré d'Intervilles, réunissant les communes de la Montagne bourbonnaise plus quelques communes invitées. Elle a organisé la 48e édition en 2013. Les équipes représentant les communes participantes et invitées se disputent les épreuves de tir à la corde, de quilles et de bûcheronnage, plus deux épreuves spécifiques à la commune en lien avec son histoire et son patrimoine : atelier des verriers et reconstitution de vieux métiers tels que le verrier, le charbonnier et la dentellière (édition remportée ex aequo par Lavoine et La Chapelle ; Saint-Nicolas-des-Biefs terminant 10e).

## Économie
Un parc éolien de sept éoliennes a été installé sur la commune le long du chemin de la Pierre charbonnière.

## Culture et patrimoine

### Langue régionale
Saint-Nicolas-des-Biefs (Chant Nicolaz das Bis dans le parler local) est une des quelques communes du département de l'Allier à faire partie de l'aire linguistique du francoprovençal (arpitan). Cette aire linguistique comprend aussi dans le Bourbonnais les communes de Saint-Pierre-Laval, Laprugne, La Chabanne et Lavoine,.

### Lieux et monuments
- Église Saint-Nicolas de Saint-Nicolas-des-Biefs en pierre du pays, début XIXe.
- Musée du Verrier.
- Plateau de la Verrerie, avec la grande tourbière et la table d'orientation du Roc du Vacher (vue sur la chaîne des Alpes).
- La Pierre Châtel[Note 3] (vue sur les Monts d'Auvergne) et l'allée des Géants (ces hêtres pluriséculaires qui s'alignent le long d'un sentier doivent leur allure tortueuse à la taille traditionnelle en têtard, qui entrelace les branches supérieures). Cet ensemble est reconnu comme « espace naturel sensible ».
- Rocher des Hauterêts.
- Col de la Rivière Noire (994 m).

### Personnalités liées à la commune
- Léon Chabrol, médecin et archéologue qui redécouvre dans les années 1930 le site de La Verrerie à Saint-Nicolas-des-Biefs, où il a fouillé 18 fours de verriers.

### Héraldique
|  | Les armes de la commune se blasonnent ainsi : Parti : au 1er d’argent au bonnet phrygien de gueules, au 2e de sinople à la rose d’argent boutonnée et barbée de gueules ; à la crosse d’or posée en pal sur la partition ; au chef de gueules chargé de trois sabots d’or. |